# پرگننولون کربونیتریل
پرگننولون کربونیتریل (به انگلیسی: Pregnenolone carbonitrile) با فرمول شیمیایی C۲۲H۳۱NO۲ یک ترکیب شیمیایی با شناسه پاب‌کم ۱۵۰۳۲ است که جرم مولی آن ۳۴۱٫۴۹ g/mol است.